# Les Promesses de l'ombre
Ne doit pas être confondu avec La Promesse de l'ombre.
Pour plus de détails, voir Fiche technique et Distribution.
Les Promesses de l'ombre, ou Promesses de l'ombre au Québec (Eastern Promises), est un film anglo-canado-américain réalisé par David Cronenberg, sorti en 2007.
Le scénario de ce thriller, qui aborde le thème des réseaux de prostitution, est signé Steven Knight, à qui l'on doit le scénario de Dirty Pretty Things. Paul Webster, qui a précédemment travaillé sur Carnets de voyage et Orgueil et Préjugés, s'occupe de la production. Le film met en scène dans les principaux rôles : Naomi Watts, Viggo Mortensen, Armin Mueller-Stahl et Vincent Cassel.

## Synopsis
Sage-femme à l'hôpital Trafalgar de Londres, Anna Khitrova récupère le journal intime de Tatiana, une adolescente russe esseulée qui décède au service des urgences en donnant naissance à une petite fille. Bien qu'Anna soit d'origine russe, elle ne maîtrise pas suffisamment la langue pour lire le journal de Tatiana. Dans l'espoir d'y retrouver le nom du père de l'enfant, elle demande la contribution de son oncle Stepan et de sa mère Helen. Bien qu'ils désapprouvent la démarche d'Anna, ils décident de traduire le journal.
Toujours avec l'espoir de retrouver la famille du bébé, et grâce à une mince indication du journal, Anna se rend dans un luxueux restaurant russe, le Trans-Siberian, où elle est accueillie par son affable directeur Semyon. Celui-ci déclare ne pas connaître Tatiana, mais propose tout de même qu'Anna lui apporte le journal pour qu'il le lui traduise intégralement. Elle ignore que cet homme est en fait le chef de la mafia russe.
Entre-temps, le journal révèle à la famille Khitrov que Tatiana était une prostituée issue d'un trafic avec les pays de l'Est. L'inquiétude d'Anna et des siens redouble lorsque Semyon s'immisce de façon inattendue dans la vie privée d'Anna. L'attitude de ce dernier et ses propos confirment les appréhensions de l'oncle Stepan.
Semyon et son fils unique Kirill sont prêts à tout pour récupérer le journal compromettant. Meurtres et trahisons se multiplient au sein de la mafia russe. Pour Nikolaï Loujine, chauffeur et homme de main du tout-puissant clan de Semyon, son action pour mettre fin aux exactions de ses employeurs le font accéder à d'honorables responsabilités dans la communauté russe.

## Fiche technique
- Titre original : Eastern Promises
- Titre français : Les Promesses de l'ombre
- Titre québécois : Promesses de l'ombre
- Réalisation : David Cronenberg
- Scénario : Steven Knight
- Décors : Carol Spier
- Costumes : Denise Cronenberg
- Maquillages : Stephan Dupuis, Waldo Mason
- Coiffures : Mary-Lou Green-Benvenuti et Paul Mooney
- Photographie : Peter Suschitzky
- Montage : Ronald Sanders
- Musique : Howard Shore
- Directrice de production : Lisa Parker
- Producteurs : Paul Webster, Robert Lantos et Tracey Seaward (coproducteur)

Producteurs délégués : Stephen Garrett et Kahli Small
- Sociétés de production : Serendipity Point Films (Canada), BBC Films (Royaume-Uni), Kudos Film and Television (Royaume-Uni), Scion Films Limited (Royaume-Uni), Focus Features (États-Unis)
- Société de distribution : Pathé Distribution (France)
- Pays de production :  Canada,  États-Unis,  Royaume-Uni
- Langues originales : anglais, russe, ukrainien et turc
- Format : couleur — 35 mm — 1,85:1 — son Dolby Digital / DTS
- Durée : 100 minutes
- Genre : thriller et film de gangsters
- Dates de sortie :
  - Canada : 8 septembre 2007 (festival international du film de Toronto)
  - Canada : 14 septembre 2007
  - États-Unis : 21 septembre 2007
  - Royaume-Uni : 17 octobre 2007 (Festival du film de Londres)
  - France : 7 novembre 2007
- (fr) Classifications et visa CNC : mention « interdit aux -12 ans avec avertissement »[Note 1], Art et Essai, visa no 119150 délivré le 14 décembre 2007
- (fr) Interdit aux -16 ans lors de son premier passage à la télévision française (mardi 27 octobre 2009 sur Canal+)

## Distribution

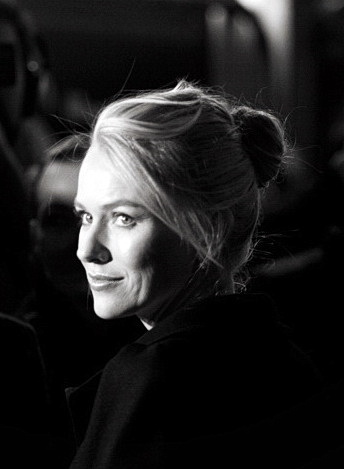
Naomi Watts à la première des Promesses de l'ombre au Festival du film de Londres en octobre 2007

Légende : Version Française = VF[réf. nécessaire] et Version Québécoise = VQ
- Viggo Mortensen (VF : Bernard Gabay ; VQ : Pierre Auger) : Nikolai Loujine (Luzhin en anglais)
- Naomi Watts (VF : Hélène Bizot ; VQ : Pascale Montreuil) : Anna Khitrova
- Armin Mueller-Stahl (VF : Féodor Atkine ; VQ : Hubert Fielden) : Semyon
- Vincent Cassel (VF : lui-même ; VQ : Patrick Chouinard) : Kirill
- Sinéad Cusack (VQ : Claudine Chatel) : Helen
- Jerzy Skolimowski (VF : Yves Barsacq ; VQ : Jean-Marie Moncelet) : Stepan
- Mina E. Mina (VQ : André Montmorency) : Azim le barbier
- Josef Altin : Ekrem
- Donald Sumpter : Youri
- Sarah-Jeanne Labrosse (VF : elle-même ; VQ : Viviane Pacal) : Tatiana
- Tatiana Maslany : Tatiana (voix off)

## Production

### Attribution des rôles
Sarah-Jeanne Labrosse, jeune actrice québécoise engagée à 15 ans pour interpréter le rôle de « Tatiana », a tourné ses scènes à Londres au début du mois de décembre 2006. Dans le film, on ne la voit qu'un bref instant dans les premières scènes, mais son personnage reste le principal enjeu de l'histoire.

### Tournage
Le tournage a lieu de novembre 2006 à février 2007. Il se déroule à Londres (3 Mills Studios (en), Fitzrovia, Stamford Bridge, Blackfriars, etc.) et dans le Grand Londres (Université de Greenwich, Clerkenwell, West Brompton, Hackney, Woolwich, etc.).

## Accueil

### Accueil critique
Sur l'agrégateur américain Rotten Tomatoes, le film récolte 89 % d'opinions favorables pour 200 critiques. Sur Metacritic, il obtient une note moyenne de 82⁄100 pour 35 critiques.
En France, le site Allociné propose une note moyenne de 4,2⁄5 à partir de l'interprétation de critiques provenant de 26 titres de presse.
- Pour le critique du Monde, Thomas Sotinel[7], « avec Les Promesses de l'ombre, le réalisateur canadien livre un conte sanglant particulièrement réussi. » Il souligne l'existence d'une « scène d'anthologie » : « une longue séquence se détache nettement de ce film pourtant remarquable de bout en bout. […] Sommet de violence magnifique — un affrontement physique qui terrifie par sa cruauté et subjugue par sa beauté — (qui) est à la fois le sommet et l'essence des Promesses de l'ombre. »
- Pour Louis Guichard dans Télérama[8], « David Cronenberg a encore trouvé un scénario idéal pour ses expériences de superposition des identités, de mélange des contraires. ». Et aussi un acteur, Viggo Mortensen, capable de rendre « la quintessence du « syndrome de Cronenberg » : un organisme en mutation perpétuelle, passant dans les deux sens de la soumission à la domination et de la loi du plus fort à la loi tout court ». Le critique met en exergue, comme son confrère du Monde, cette « scène à l'animalité paroxystique qui restera dans les annales », et souligne combien ce « thriller, à la façade classique, subvertit, voire inverse, tous les stéréotypes. »
- Pour À nous, le news urbain[9],[Note 3] : « Mafia stressée. Un très bon casting qui, allié à la présence derrière la caméra de l'intello du film de genre David Cronenberg, rend ces Promesses de l'ombre plus que prometteuses. Et pourtant, des promesses, toujours des promesses… Car le cinéaste ne parvient pas à instiller le souffle nécessaire à son histoire de mafieux pour la rendre prenante. Reste tout de même la maîtrise, constante chez Cronenberg, de son ambiance, et un art inné pour filmer la violence et son impact psychologique sur ses personnages. »

## Distinctions principales

### Récompenses

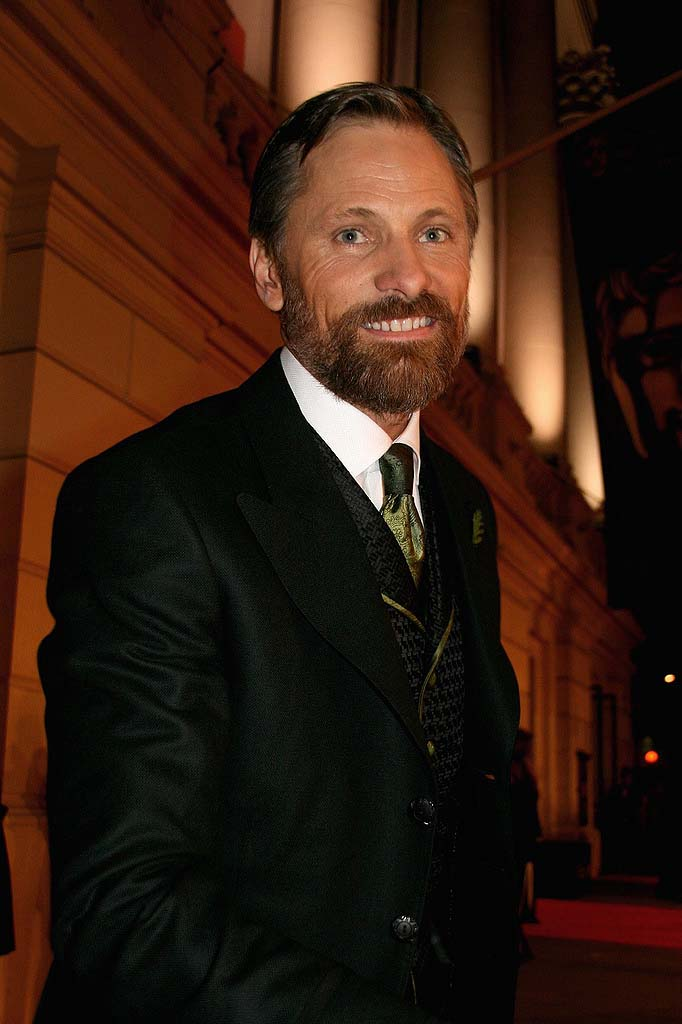
Viggo Mortensen à la cérémonie des BAFTA 2008 où il est nommé pour Les Promesses de l'ombre

- Académie des films de science-fiction, fantastique et horreur 2007 : Saturn Award du meilleur film international
- Festival international du film de Toronto 2007 : David Cronenberg, prix du public
- Toronto Film Critics Association 2007 : Viggo Mortensen, meilleur acteur
- Satellite Awards 2007 : Viggo Mortensen, lauréat du Satellite Award du meilleur acteur dans un film dramatique
- British Independent Film Awards 2007 : Viggo Mortensen, meilleur interprète d'un film britannique indépendant
- Fotogramas de Plata 2008 : David Cronenberg pour le meilleur film étranger.
- Prix Génie 2008 : 
  - Peter Suschitzky, meilleure photographie
  - Ronald Sanders, meilleur montage
  - Howard Shore, meilleure musique originale
  - Stuart Wilson, Christian T. Cooke, Orest Sushko, Mark Zsifkovits, meilleur son
  - Wayne Griffin, Rob Bertola, Tony Currie, Goro Koyama, Michael O'Farrell, meilleur montage sonore
  - Armin Mueller-Stahl, meilleur acteur dans un second rôle
  - Steven Knight, meilleur scénario original
- Vancouver Film Critics Circle 2008 : 
  - Meilleur film canadien
  - Viggo Mortensen, meilleur acteur d'un film canadien
  - David Cronenberg, meilleur réalisateur d'un film canadien

### Nominations
- Académie des films de science-fiction, fantastique et horreur 2007 :
  - Viggo Mortensen nommé pour le Saturn Award du meilleur acteur
  - Naomi Watts nommée pour le Saturn Award de la meilleure actrice
- BAFTA 2008 : Viggo Mortensen nommé pour le prix du meilleur acteur dans un rôle principal
- Oscar du cinéma 2008 : Viggo Mortensen nommé pour l'Oscar du meilleur acteur
- Vancouver Film Critics Circle 2008 : 
  - Viggo Mortensen nommé pour le prix du meilleur acteur
  - Naomi Watts nommée pour le prix de la meilleure actrice dans un film canadien

## Projet de suite
En 2010, la production a envisagé de réaliser une suite au film, mais le projet a été abandonné en 2012.